# Phare de San Venerio
Le phare de San Venerio (en italien : Faro di San Venerio) est un phare actif situé sur l'île du Tino faisant partie du territoire de la commune de Porto Venere (province de La Spezia), dans la région de Ligurie en Italie. Il est géré par la Marina Militare.

## Histoire
La construction du premier phare a commencé en 1839 et s'est achevée en 1840. C'est un bâtiment fortifié de type néoclassique qui a été ordonné par le roi Charles-Albert de Sardaigne. Le phare guide les bateaux dans cette partie de la mer de Ligurie. Il a d'abord été alimenté par de l'huile végétale, plus tard par du charbon.
En 1884, une autre tour plus élevée a été construite dont le système optique à lentille a été alimenté électriquement par deux machines à vapeur. Comme ce système donnait trop de puissance au faisceau de lumière il a été remplacé, en 1912, par une machine à pétrole. Le phare a ensuite été électrifié et est devenu entièrement automatisé en 1985.
Le phare est entièrement contrôlé et exploité par la Marina Militare basée à La Spezia .

## Description
Le phare  est une tour cylindrique en maçonnerie de 24 m de haut, avec double galerie et lanterne, adjacente à une maison de gardien en maçonnerie de deux étages. La tour est totalement peinte en blanc et le dôme de la lanterne est gris métallique. Il émet, à une hauteur focale de 117 m, trois brefs éclats blancs de 0.2 seconde toutes les 15 secondes. Sa portée est de 25 milles nautiques (environ 46 km) pour le feu principal et 18 milles nautiques (environ 33 km) pour le feu de veille.
Il possède un Système d'identification automatique pour la navigation maritime et un radar Racon émettant la lettre T en morse audible jusqu'à 18 milles nautiques (environ 33 km).
Identifiant : ARLHS : ITA-282 ; EF-1708 - Amirauté : E1262 - NGA : 7696 .

## Caractéristiques dufeu maritime
Fréquence : 5 s (W-W-W)
- Lumière : 0.2 seconde
- Obscurité 2.8 secondes
- Lumière : 0.2 seconde
- Obscurité 2.8 secondes
- Lumière : 0.2 seconde
- Obscurité : 8.8 secondes

|             |
| Île du Tino |

### Lien connexe
- Liste des phares de l'Italie